# Serrat de la Guerra
El Serrat de la Guerra és una serra situada als municipis de la Selva de Mar i el Port de la Selva a la comarca de l'Alt Empordà, amb una elevació màxima de 680,9 metres.